# 黄嘴蓝鹊
黄嘴蓝鹊（学名：Urocissa flavirostris）为鸦科蓝鹊属的鸟类。分布于尼泊尔、印度、缅甸、越南以及中国大陆的西藏、云南等地，主要生活于阔叶林区以及在林缘或林间空地的灌丛间活动。该物种的模式产地在印度大吉岭。

## 亚种
- 黄嘴蓝鹊指名亚种（学名：Urocissa flavirostris flavirostris）。在中国大陆，分布于西藏、云南等地。该物种的模式产地在印度大吉岭。[2]